# Manuel Román Fernández
Manuel Román Fernández (La Candelaria, municipio Guajira, estado Zulia, Venezuela; 8 de marzo de 1962 - Maicao, La Guajira, Colombia; 9 de abril de 2021) fue un docente, periodista, investigador wayuu y locutor venezolano, miembro de la Junta Mayor de Palabreros y fundador del periódico binacional wayuunaiki junto a la periodista Dulcinea Montiel.

## Biografía
Nació en el poblado de Guarero en el estado Zulia, zona fronteriza con el departamento colombiano de la Guajira, lugar desde donde se encaminó a la investigación sobre la cultura wayuu, estudió en el colegio de artes Presbítero Francisco Babbini, anteriormente denominado Escuela Nacional Guarero. Román Fernández se dedicó en gran parte a la defensa y promoción de los valores morales de la cultura wayuu a través de espacios de encuentros y debates académicos en diversas escuelas y universidades en Colombia y Venezuela, debates a los que era invitado como impulsor de la investigación y la defensa de los territorios sin divisiones de frontera. En sus intervenciones hacía mención a la historia y al sistema normativo propio como forma de perpetuar la cultura y las tradiciones wayuu.

## Carrera
Fue profesor de wayuunaiki en instituciones como Fe y Alegría Paraguaipoa y en otras instituciones a lo largo del estado Zulia y el departamento de la Guajira en Colombia. Trabajó como comunicador social en la radio Fe y Alegría Paraguaipoa y publicaba en el periódico wayuunaiki, siendo autor de varios textos resultados de sus trabajos de investigación en el campo. Fue miembro de la Junta Mayor de Palabreros.
Falleció en el hospital San José de Maicao, debido a complicaciones generadas por el virus COVID-19.